# Città di Siracusa
Le Città di Siracusa était un croiseur auxiliaire et plus tard un navire distillateur) de la Regia Marina, et un paquebot italien.

## Historique

### Premières années et guerre italo-turque
Construit au chantier naval Odero de Gênes entre 1909 et 1910, le Città di Siracusa faisait partie d’une série de quatre navires à vapeur rapides commandés par les chemins de fer de l'État (les trois autres étant le Cittá di Messina, Città di Palermo et le Città di Catania). Ces navires, semblables par leurs caractéristiques générales, différaient par leur propulsion et par leur apparence. Depuis la construction du navire, il était prévu dans les plans de la Regia Marina qu’en cas de guerre, les quatre navires, en raison de leur vitesse considérable (20 nœuds), seraient réquisitionnés, armés et utilisés comme croiseurs auxiliaires.
Pour cette raison, en 1911-1912, le navire, réquisitionné et armé comme croiseur auxiliaire, connut sa première utilisation opérationnelle pendant la guerre italo-turque,.
En décembre 1911, le croiseur auxiliaire est envoyé patrouiller le long de la côte égyptienne, arrêtant les navires suspects entrant ou sortant du port d’Alexandrie. Le 13 décembre 1911, le navire s’arrêta et inspecta le vapeur roumain Ammiraglio Traiano, en prenant des documents qu’un officier, embarqué en tant que passager, transportait avec lui.
En mars, le Città di Siracusa patrouille le long de la côte libyenne dans la région de Leptis Magna, contribuant avec son artillerie à la défense des positions italiennes.
Le 10 avril 1912, l’unité participa, avec les croiseurs cuirassés Carlo Alberto et Marco Polo, le croiseur auxiliaire Città di Catania, le destroyer Fulmine et le torpilleur Alcione, à un bombardement de la ville de Zouara, un centre de contrebande de matériel de guerre pour les troupes ottomanes, suivi d’un simulacre de débarquement mené par les vapeurs Sannio, Hercules et Toscana,.
Quelques semaines plus tard, le 2 mai 1912, le Città di Siracusa quitta Tobrouk pour escorter, avec un autre croiseur auxiliaire, le Duca di Genova, le cuirassé Ammiraglio di Saint Bon, le vieux croiseur cuirassé Vettor Pisani et un groupe de torpilleurs, les vapeurs Sannio, Verona, Re Umberto, Valparaiso, Bulgaria, Cavour et Lazio. Ceux-ci avaient à leur bord les unités destinées au débarquement et à l’occupation de l’île de Rhodes (34e, 43e, 57e et 58e régiments d’infanterie, 4e régiment de bersaglieri, bataillon alpin de Finestrelle, quatre batteries d’artillerie, un peloton de cavalerie légère du régiment de Piacenza, une compagnie de sapeurs et des unités mineures et de soutien), soit au total 8000 hommes. Après le départ, le convoi se divise en deux colonnes entourées de navires d’escorte, bénéficiant également de l’appui à longue distance d’une partie de l’escadre de combat italienne : après une navigation sans encombre, les navires jettent l’ancre dans la baie de Kallithéa à deux heures de l’après-midi le 4 mai. À quatre heures de l’après-midi commença le débarquement des troupes, qui fut achevé en trois heures, puis les animaux, l’artillerie et le matériel furent débarqués. La garnison turque se retira à l’intérieur de l’île, où elle fut finalement forcée de se rendre le 17 du mois.
Après la fin de la guerre, le Città di Siracusa retourne au service comme navire à passagers.

### Première Guerre mondiale
Peu de temps avant l’entrée de l’Italie dans la Première Guerre mondiale, le Città di Siracusa est à nouveau réquisitionné, armé de deux canons de 120/40 mm et de 6 canons de 76/40 mm Mod. 1916 R.M. (selon d’autres sources avec quatre canons de 120 mm et 6 mitrailleuses Breda 20/65 Mod. 1935) et enregistré dans le registre des navires auxiliaires de l’État en tant que croiseur auxiliaire,. Le 24 mai 1915, le navire est basé à Brindisi, sous le commandement du capitaine de frégate Petrelluzzi.
Le même jour, le 24 mai, date de l’entrée en guerre, le Città di Siracusa reçut la tâche d’effectuer un coup de main, avec l’aviso Libia, sur la petite île de Pelagosa, petit point d’observation de la Basse-Adriatique aux mains de l’ennemi. Aux premières heures de la journée, les deux navires atteignirent Pelagosa et débarquèrent un petit détachement, mais à 6 h 17, le Città di Siracusa reçut l’avis que le destroyer Turbine, au large de Barletta, était engagé dans un combat contre une formation ennemie supérieure : le croiseur éclaireur SMS Helgoland et les destroyers SMS Lika, SMS Tátra et SMS Csepel. Après avoir interrompu le débrquement, les deux navires italiens se dirigent vers le lieu de l’affrontement, mais trop tard pour pouvoir porter secours à la Turbine, qui a coulé entre-temps. Cependant, à 7 h 10 du matin, ils aperçoivent à environ 9 000 mètres l’escadre austro-hongroise, contre laquelle ils ouvrent le feu. Les navires ennemis s’éloignèrent sans combat et après une vingtaine de minutes, il fallut rompre le contact, car la distance était maintenant trop grande pour continuer le tir. Alors que le Libia retourne à Pelagosa pour rembarquer le détachement qui y avait débarqué (l’occupation permanente de l’île n’est pas prévue, pour le moment), le Città di Siracusa se dirige vers le lieu du naufrage de la Turbine, sauvant neuf naufragés (32 autres, sur un équipage de 51 hommes, ont déjà été récupérés par les navires austro-hongrois).
Le 23 février 1916, le croiseur auxiliaire, sous le commandement du capitaine de frégate Princivalle, avec le navire-jumeau Città di Catania et les destroyers Ardito, Irrequieto et Bersagliere, arriva dans la baie de Durrës et commença à bombarder avec son artillerie les troupes austro-hongroises qui avançaient, sur le point d’occuper le port albanais, qui était en train d’être abandonné. Au cours de cette opération, un obus tiré par l’artillerie austro-hongroise a touché le Città di Siracusa, causant des dégâts et la mort d’un membre d’équipage, ainsi que sept blessés. Le 26 février, le navire (avec le Libia, le Città di Catania, le croiseur auxiliaire Città di Sassari et les vieux béliers-torpilleurs Puglia et Agordat), restant à l’ancre, bombarde également les positions ennemies à Capo Bianco, Rrashbull, altitude 200, ainsi que les hauteurs environnantes, le barrage et la route de Tirana, également dans le cadre des opérations d’évacuation de Durrës.
Le 31 mai 1916, le Città di Siracusa et le destroyer Ardito, alors qu’ils inspectaient le barrage du canal d'Otrante, attaquèrent (avec le destroyer Aquilone et le torpilleur Centauro, parti de Brindisi) les destroyers austro-hongrois SMS Pola et SMS Balaton, qui avaient attaqué le barrage et coulé le drifter Beneficient.
À la mi-1916, le Città di Siracusa est affecté au groupe de croiseurs auxiliaires de Brindisi, avec les navires Città di Cagliari, Città di Catania, Città di Sassari et Cittá di Messina.
À la fin de la guerre, le 18 décembre 1918, le Città di Siracusa, désarmé et retiré du rôle de navire auxiliaire de l’État, est rendu à la compagnie maritime, reprenant le service civil,.

### Service en tant que navire distillateur
En 1925, les bateaux à vapeur des chemins de fer de l’État passèrent à la Compagnia Italiana Transatlantica (CITRA), qui fusionna en 1932 avec la Florio Società Italiana di Navigazione, conduisant à la formation d’abord de la « Tirrenia Flotte Riunite Florio-Citra"», puis, le 21 décembre 1936, à la suite de l’union avec d’autres compagnies plus petites, de la Tirrenia Società Anonima di Navigazione.
Cependant, le Città di Siracusa avait déjà été à nouveau réquisitionnée en 1931 par la Regia Marina, armé de 3 mitrailleuses de 6,6 mm (pour les autres sources, cependant, deux canons de 76/40 mm) et doté d’équipements pour la distillation de l’eau. Classé comme navire de distillation, l’unité est entrée en service le 27 octobre 1931,.
En 1935-1936, pendant la campagne d'Éthiopie, le navire est envoyé à Massaoua pour aider à fournir de l’eau aux troupes italiennes,.
Définitivement désarmé le 19 mai 1938, le Città di Siracusa est par la suite envoyé à la démolition.